# Johann Daniel Preissler

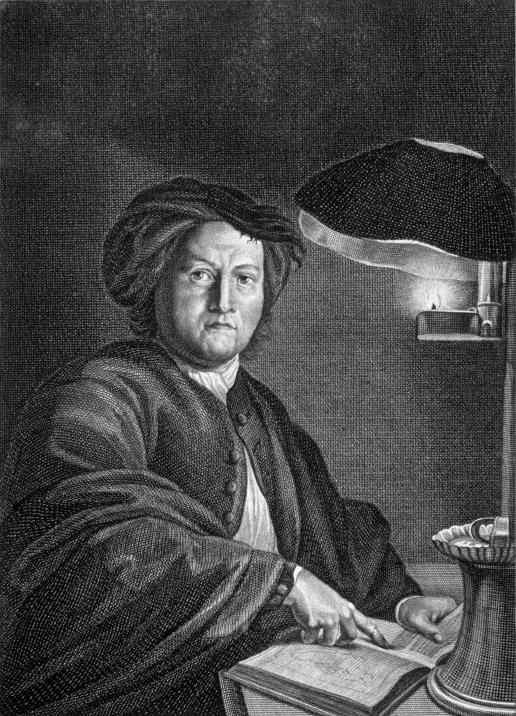
Johann Daniel Preisler

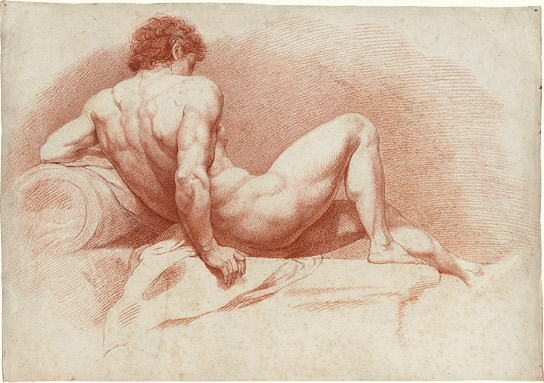
Akt von Johann Daniel Preissler

Johann Daniel Preissler (auch Preisler, Preißler; * 17. Januar 1666 in Nürnberg; † 13. Oktober 1737 in Nürnberg) war ein prominentes Mitglied einer aus Böhmen eingewanderten Glasmacher- und Malerfamilie.

## Leben
Johann Daniel Preissler war ein Sohn des Malers Daniel Preissler (1627–1665) und dessen Ehefrau Magdalena Riedner.
Er malte Porträts und Historien, zeichnete und freskierte. Bekannter als durch seine künstlerischen Werke, von denen besonders die Aktzeichnungen gelobt wurden, wurde er außerhalb Nürnbergs durch seine kunsttheoretische Schriftenfolge mit dem Obertitel „Die durch Theorie erfundene Practic“. Die einzelnen Hefte wurden in mehrere Sprachen übersetzt und dienten bis ins 19. Jahrhundert vielen Zeichenschülern als Anleitung (u. a. Salomon Gessner in der Schweiz).
Zuerst soll er in Nürnberg in der Art seines Vaters, dem Porträt- und Historienmaler Daniel Preissler, gelernt haben, danach bei Johann Murrer. Von 1688 bis 1696 folgte ein Italienaufenthalt, u. a. in Rom und Venedig. 1705 wurde er Direktor der Nürnberger Kunstakademie, die sich unter ihm zu einer städtischen Institution wandelte. 1716 gründete er die Zeichenschule. Diese war offen auch „für armer Leute Kinder“. Sie wurde ein großer Erfolg. Mit 71 Schülern hatte sie gleich im ersten Jahr einen so starken Zulauf, was Preisler offenbar veranlasste, didaktisches Material auszuarbeiten. Zuvor hatte er ausschließlich akademische Werke u. a. zur Anatomie publiziert, ab 1721 erscheinen dann die „Die durch Theorie erfundene Practic oder Gründlich verfasste Reguln deren man sich als einer Anleitung zu berühmter Künstlere Zeichen-Wercke bestens bedienen kann“. Dabei erschließt Preisser auch akademisch eher nebensächliche Gebiete wie das Blumenzeichnen und Ornamente (nach 1725) und die Landschaftszeichnung (1739). Er betonte freilich, dass es sich nur um Anfangsübungen handele.
Der Preisslersche Familienverlag wurde von seinen Söhnen Johann Justin (1698–1771) und  Georg Martin (1700–1754) fortgesetzt. Sein Sohn Johann Martin Preissler (1715–1794) wurde Professor an der Akademie in Kopenhagen. Auch sein Sohn Valentin Daniel Preissler (1717–1765) und seine Tochter Barbara Helena, verheiratet Oeding (1707–1758) waren anerkannte Maler. Laut dem « Nuernbergischen Gelehrten-Lexicon » verstanden seine fünf Söhne Musik, « und wenn er sich ein Vergnügen machen  wollte, so mussten ihm dieselben ein Concert geben, wobei er sich in den Lehnstuhl setzte oder selbst mitspielte ».
1737 starb Johann Daniel Preissler in Nürnberg, der neben Johann Kupetzky von Johann Caspar Füssli als bedeutendster Maler des frühen 18. Jahrhunderts in Nürnberg besprochen wird.

## Kunstwerke in Auktionen
- 1824 in Nürnberg: 2Stcke. Männliches und weibliches Bildniss; Kniestücke. Von Dan. Preisler. Auf Kupfer.[1]
- 1825 in Nürnberg: Zeichnung zu einem Wandgemälde; Scenen aus dem Leben David vorstellend.[2]
- Ein gemaltes Wappen in einer mit Rothstein gezeichneten Verzierung, welche auf die Künste u. Wissenschaften anspielt.[3]